# Вишенки (Черниговская область)
Ви́шенки (укр. Вишеньки) — село в Новгород-Северском районе Черниговской области Украины. Население — 506 человек. Занимает площадь 3,822 км². Код КОАТУУ: 7422281501. Почтовый индекс: 16231. Телефонный код: +380 4656.
В 1787 году малороссийский генерал-губернатор П. А. Румянцев-Задунайский выстроил для себя в Вишенках дворец по проекту Максима Мосцепанова, в котором Румянцев принимал Екатерину II во время её путешествия в Крым. Рядом с ним была возведена Успенская церковь. В 1770 году в Вишенки переселилась группа гуттеритов. В конце XIX века дворец пришёл в упадок, часть строений был разобрана, часть перестроена.

## Власть
Орган местного самоуправления — Коропская поселковая община. Почтовый адрес: 16200, Черниговская обл., Новгород-Северский р-н, пгт Короп, ул. Кибальчича, 1.